# Einārs Veikša
Einārs Veikša (ur. 10 stycznia 1961 w Tukums) – łotewski saneczkarz reprezentujący ZSRR.

## Kariera
Największe sukcesy w karierze osiągał w sezonach 1981/1982 i 1982/1983, kiedy wspólnie z Jurisem Eisaksem zajmował trzecie miejsce w klasyfikacji generalnej Pucharu Świata w dwójkach. W 1984 roku wystartował na igrzyskach olimpijskich w Sarajewie, zajmując siódme miejsce w dwójkach. Był to jego jedyny występ olimpijski. Był też między innymi czwarty w tej samej konkurencji podczas mistrzostw świata w Lake Placid w 1983 roku.